# Portillo de Buñol
El Portillo de Buñol es un collado de montaña situado en la provincia de Valencia, España. Se encuentra en las cercanías de la localidad de Buñol, en la comarca de La Hoya de Buñol-Chiva.Este portillo situado a 595 m sobre el nivel del mar, conecta la localidad de Buñol con otras áreas del interior y la costa valenciana, formando parte de una ruta histórica que ha sido utilizada tanto para el comercio como para el transporte desde tiempos íberos.

## Ubicación y características
El Portillo de Buñol se encuentra en un entorno natural marcado por montañas, barrancos y valles que caracterizan la sierra de Buñol. Su posición geográfica lo convierte en un punto estratégico para las comunicaciones entre la ciudad de Valencia y la Meseta Central, ya que por él cruza el Viaducto de Buñol, un tramo de la autovía A-3.Este paso es parte de varias rutas locales y senderos, como el Camino de Santiago en una de sus etapas por la Comunidad Valenciana, que atraviesa la zona.

## Historia
El Portillo de Buñol ha sido históricamente un punto de paso esencial en las rutas de comunicación entre la costa mediterránea y la Meseta Central.Durante los siglos XVII y XIX, facilitó el desarrollo económico de la región, especialmente en Buñol, que destacó como un importante centro de producción papelera.Además, fue parte de la ruta de la antigua carretera N-III, antes de la construcción de la A-3, lo que contribuyó a su relevancia en el transporte terrestre.